# Концерт Laibach в КНДР
19 августа 2015 года словенская рок-группа Laibach выступила с концертом в Пхеньяне, столице Корейской Народно-Демократической Республики. Музыканты исполнили песни из мюзикла «Звуки музыки» и корейскую народную песню. Группе и концерту в КНДР посвящён документальный фильм Мортина Тровека «День освобождения».

## История
Идея пригласить Laibach в КНДР появилась у режиссёра Мортина Тровика, неоднократно бывавшего в этой стране и имеющего связи в высших кругах власти. При этом проект Тровика постоянно был под риском отмены. Когда власти КНДР рассматривали вариант пригласить группу в страну и собрали материал, что западные СМИ называют Laibach фашистской и тоталитарной группой, Мортин Тровик объяснил им, что и Laibach, и КНДР остаются непонятыми в западном обществе. После этого северокорейские власти разрешили выступить с концертом.
Власти КНДР попросили группу, чтобы её солист, Милан Фрас, не пел во время выступления, так как его голос похож на голос Ким Ир Сена, однако после переговоров Милану Фрасу разрешили участвовать в концерте. Во время прослушивания, по словам Ивана Новака, цензоры просили Laibach ускорить исполнение песен, чтобы музыка звучала «счастливее».
Концерт в Концертном зале при Министерстве общественной безопасности прошёл 19 августа 2015 года и продлился 45 минут, на нём присутствовало 1500 человек. Группа исполнила песни из популярного в КНДР мюзикла «Звуки музыки» и корейскую народную песню под аккомпанемент местного пианиста. Хотя музыканты из Laibach были приглашены властями Северной Кореи в честь 70-летия окончания Второй мировой войны, члены правительства страны не присутствовали на концерте. Власти не разрешили исполнять некоторые песни и показывать часть видеороликов, сопровождавших концерт. Laibach стала первой западной группой, выступившей в КНДР.
По мнению журналистов «Настоящего времени», музыка Laibach является единственной (или одной из единственных) зарубежной, понятной жителям КНДР. В 2018 году группа выпустила альбом The Sound of Music, в который вошли песни, сыгранные Laibach на концерте.

## В культуре
Концерту посвящён документальный фильм Мортина Тровека «День освобождения», который рассказывает о группе, использующей в выступлениях символику тоталитарных социалистических, фашистских и нацистских режимов: определённые позы, униформу, флаги и другие.